# Microregione di Ibiapaba
Ibiapaba è una microregione dello Stato del Ceará in Brasile, appartenente alla mesoregione di Noroeste Cearense.

## Comuni
Comprende 8 municipi:
- Carnaubal
- Croatá
- Guaraciaba do Norte
- Ibiapina
- São Benedito
- Tianguá
- Ubajara
- Viçosa do Ceará

| Controllo di autorità | J9U (EN, HE) 987007475702305171 |